# Sonate pour piano no 21 de Schubert
Pour un article plus général, voir Sonate pour piano.
Pour les articles homonymes, voir Sonate pour piano (homonymie).
La Sonate pour piano en si bémol majeur, D. 960, est la vingt et unième et ultime sonate pour piano de Franz Schubert, achevée le 26 septembre 1828.
C'est la dernière composition de grande envergure écrite par Schubert, qui mourut deux mois plus tard. C'est une œuvre pour piano grandiose, où il multiplie les mutations de couleurs et d'éclairage, qui reste comme l'un des grands monuments de la sonate pour piano.
Marcel Schneider y voit un testament musical où Schubert se surpasse : « Car de même qu'il réussit enfin en cette même année 1828 à étendre le lied aux dimensions de la symphonie, avec sa Grande symphonie en ut, il parvient aussi à faire de sa dernière sonate une sorte de lied continu, illimité, si long, si varié, si touffu, à la fois si particulier et si général qu'il donne l'impression de l'infini ».

## Composition et publication
En septembre 1828, Schubert compose ses trois dernières sonates pour piano : en ut mineur D. 958, en la majeur D. 959 et en si bémol majeur D. 960. C'est lui-même qui note ces numéros ; il est donc évident qu'il les considère comme un tout.

« J'ai composé entre autres trois sonates pour pianoforte seul, que je voudrais dédier à Hummel […]. J'ai joué ces sonates en différents endroits avec beaucoup de succès. »

— Schubert à son éditeur Probst, le 2 octobre 1828
Schubert avait fait la connaissance de Hummel, pianiste et ami de Beethoven, à l'occasion de la dernière maladie de celui-ci. Le manuscrit de la dernière sonate porte à la fin l'indication « Vienne, le 26 septembre 1828 » ; cette date doit donc être considérée comme celle de l'achèvement de la trilogie. C'est bien ensemble qu'elles seront publiées en 1838, par Anton Diabelli, sans numéro d'opus mais avec le titre : « Toutes dernières compositions de Franz Schubert – Trois Grandes Sonates ». Hummel étant déjà mort en 1837, l'éditeur offre la dédicace du volume à Robert Schumann qui avait fait l'éloge de bien des œuvres de Schubert dans ses critiques.

## Structure
La Sonate en si bémol majeur suit une structure classique en quatre mouvements.

### Molto moderato

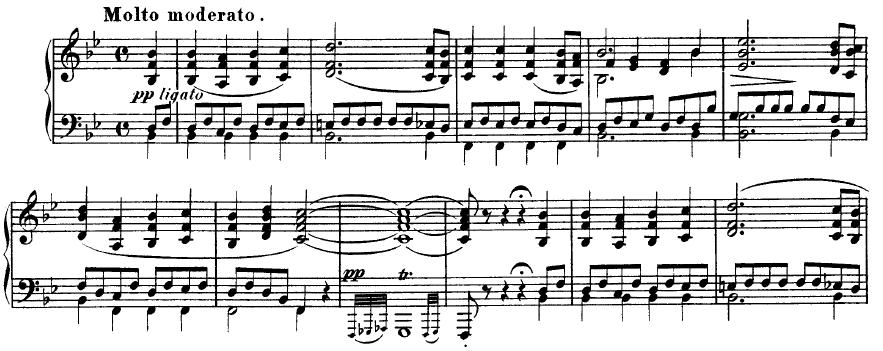
Début de la Sonate en si bémol majeur

La mélodie initiale du Molto moderato semble surgir d'un rêve avant de s'affirmer avec une sérénité qui caractérisera toute l'œuvre. Puis surgit, sous l'ample mélodie, un grondement de basses (trille dissonant en sol bémol) qui jouera un rôle structurel et cadenciel ; c'est la clé de l'organisation du mouvement, c'est lui qui introduit la reprise féerique en sol bémol majeur.
Le second thème, en fa dièse mineur, est plutôt un complément lyrique qu'une antithèse. Des modulations magiques mènent au long apaisement qui signale la fin de l'exposition et fixe la musique de manière toute classique au ton de la dominante, fa majeur.
Une brusque modulation en ut dièse mineur introduit le développement qui travaille les deux thèmes avec une grande richesse harmonique, et qui culmine en un dramatique fortissimo en ré mineur.
Une lente et graduelle accalmie, d'une atmosphère raréfiée précède la réexposition, enrichie d'harmonies nouvelles et suivie d'une grande coda où le thème initial reparaît encore par trois fois, en des éclairages sans cesse renouvelés, pour retourner enfin doucement au silence d'où il avait surgi.

### Andante sostenuto
Le deuxième mouvement, en ut dièse mineur, est d'une grande simplicité. C'est pourtant le cœur émotionnel et l'apogée de la Sonate. Une mélodie calme et recueillie, doucement plaintive, s'expose sur un fond de cloches solennelles, étagées sur trois octaves aux basses en pédale rythmiques obstinées et progresse comme en état second. Son expression s'intensifie progressivement jusqu'à l'entrée du thème central en la majeur. La reprise variée du début atteint aux cimes les plus hautes de l'inspiration : la douleur étreint, plus pressante, plus lancinante, lorsque, soudain, une modulation de sol dièse mineur à ut majeur crée un merveilleux changement d'éclairage qui nous conduit à la conclusion, spirituelle et épurée, en ut dièse majeur.

### Scherzo: Allegro vivace con delicatezza
Le scherzo en si bémol majeur, dont le titre décrit bien l'esprit, amène une détente fraîche et raffinée, "presque un exorcisme". Ses appogiatures délicates, ses allusions fugitives aux tons les plus lointains, soulignent sa poésie irréelle autant que le contraste du bref trio en mineur, plus sévère, plus rude, avec ses étranges périodes irrégulières et ses accents décalés.

### Allegro ma non troppo
Le finale est un rondo à trois thèmes, combinant rondo et forme sonate. Le thème, quelque peu badin et même espiègle, démarre en ut mineur avant de regagner le ton principal. Une seconde mélodie, large, hymnique, en noires liées, nous porte en sol majeur et retrouve passagèrement le climat du premier mouvement lorsque, soudain, deux accords violents affirment le fa mineur et introduisent un troisième élément, aux rythmes fortement pointés. Le refrain est alors repris, toujours annoncé par son sol initial, et développé au cours d'un épisode vigoureux et très modulé. Comme dans le premier mouvement, c'est une longue accalmie graduelle qui prépare la reprise, relativement régulière. Après un dernier épisode qui s'attarde à plaisir dans la joie de moduler, une brève strette, Presto, brillante et allègre, termine la sonate.

## Sources
- Brigitte Massin, Franz Schubert, Fayard 1977.
- François-René Tranchefort (dir.), La musique de piano et de clavecin, Fayard 1987.